# Fabienne Kocher
Fabienne Kocher (Stilli, 13 giugno 1993) è una judoka svizzera.
Ha ottenuto la medaglia di bronzo ai Campionati del Mondo 2021 tenutesi a Budapest, in Ungheria.
Ha inoltre rappresentato la Svizzera alle Olimpiadi estive del 2020 a Tokyo, Giappone.

## Palmarès
Olimpiadi
| Evento                   | Data           | Località | Paese    | Categoria | Risultato |
| ------------------------ | -------------- | -------- | -------- | --------- | --------- |
| Olympic Games Tokyo 2020 | 24 luglio 2021 | Tokyo    | Giappone | -52 kg    | 5°        |

Mondiali
| Evento                                  | Data              | Località   | Paese       | Categoria | Risultato |
| --------------------------------------- | ----------------- | ---------- | ----------- | --------- | --------- |
| Campionato del mondo di Čeljabinsk      | 25 agosto 2014    | Čeljabinsk | Russia      | -52 kg    | 7°        |
| Campionato del mondo di Astana          | 24 agosto 2015    | Astana     | Kazakistan  | -52 kg    | -         |
| Campionato del mondo senior di Baku     | 20 settembre 2018 | Baku       | Azerbaigian | -52 kg    | -         |
| Campionato del mondo senior di Tokyo    | 25 agosto 2019    | Tokyo      | Giappone    | -52 kg    | -         |
| Campionato del mondo senior di Budapest | 6 giugno 2021     | Budapest   | Ungheria    | -52 kg    | Bronzo    |
| Campionato del mondo senior di Tashkent | 6 ottobre 2022    | Tashkent   | Uzbekistan  | -52 kg    | -         |
| Campionato del mondo senior di Doha     | 7 maggio 2023     | Doha       | Qatar       | -52 kg    | -         |